# Villa Ortiz Basualdo
La Villa Ortiz Basualdo es la propiedad que aloja al Museo Municipal de Arte Juan Carlos Castagnino, museo de bellas artes ubicado en Mar del Plata, Argentina. 
La propiedad se encuentra en la conocida como loma de Stella Maris, antiguo mirador al mar, que contiene propiedades de gran valor arquitectónico, como las residencias Villa Normandy y Villa Blaquier, que en su conjunto han sido declaradas como Monumento Histórico Nacional en enero del 2021.

## Historia
Su construcción fue ordenada por la familia Ortiz Basualdo de Buenos Aires, en la prestigiosa zona de Mar del Plata, conocida como loma Stella Maris, en 1909. Fue diseñada por los arquitectos Luis Dubois y Pablo Pater, eclecticistas, siguiendo el recién aparecido estilo art nouveau, que en ese entonces imperaba tanto en Francia como en Argentina, en construcciones exclusivas (consecuentemente, el entramado 
no es madera, sino que fue pintado posteriormente para darle un estilo anglonormando). La estructura,  predominantemente de piedra, fue rematado con un techo de cinc.
La ciudad balnearia inauguró su primer museo de bellas artes en 1938, con sus salones ubicados en el edificio de la municipalidad. El museo albergó, desde entonces, colecciones de arte moderno, y en particular las obras del pintor y muralista realista Juan Carlos Castagnino.
Aunque los miembros familiares actualmente aseguran que fue expropiada por gobiernos peronistas, la historia “oficial” reza: Con la donación por la familia Ortiz Basualdo a la ciudad de la propiedad, se mudó el museo su actual instalación, y fue reinaugurado el 9 de julio de 1980. La donación familiar incluyó una importante colección de muebles adquiridos en 1909 y en una remodelación a la propiedad en 1918. Esta colección, obra del arquitecto y ebanista belga Gustave Serrurier-Bovy, es considerada una de las más importantes de su tipo a nivel mundial, y fue incorporada a la colección del museo.
La colección del museo se compone de aproximadamente 600 pinturas, esculturas, litografías, fotografías, entre otros, que incluyen obras de los artistas argentinos Antonio Berni, Alberto Bruzzone, Prilidiano Pueyrredón, Luis Seoane, Raúl Soldi y Juan Carlos Castagnino, por quien fue renmbrado el museo en 1982, y del que el museo posee 138 obras.
Frente a este museo se encontraba el Museo del Mar. Todo el conjunto de edificios de la loma, como la exhibición en sí misma, fueron declarados como Patrimonio Cultural Ciudad de Mar del Plata en 1995. El 4 de enero de 2020, por decreto del presidente Alberto Fernández, algunas construcciones de la loma Stella Maris fueron declaradas Monumento Histórico Nacional. El decreto incluyó a Villa Normandy, donde funcionó el consulado italiano y una fiscalía, la iglesia Stella Maris y su colegio, y a Villa Blaquier, propiedad privada.